# 城下裕二
城下 裕二（しろした ゆうじ、1960年～　）は、日本の刑法学者。法学博士（北海道大学）。札幌市出身
1983年北海道大学法学部卒。1990年同大学院法学研究科博士課程修了（恩師：小暮得雄）。札幌学院大学法学部助教授。1997年同教授。ケンブリッジ大学法学部客員研究員。2000年札幌学院大学法学部法学科長。2002年明治学院大学法学部教授。2008年北海道大学法学部教授。2020年同法科大学院長。2024年北海道大学大学院法学研究科特任教授。

## 主著
- 『量刑基準の研究』成文堂 1995
- 『量刑理論の現代的課題』成文堂 2007初版/2009増補版
- 『New live刑事法』本間一也ほか共編著　成文堂 2009
- 『生体移植と法』編著　日本評論社 2009
- 『刑法総論判例インデックス』井田良と共編　商事法務 2011初版/2019第2版
- 『刑法各論判例インデックス』井田良と共編　商事法務 2016初版/2023第2版
- 『刑法演習サブノート210問』井田良ほか共編著　弘文堂 2020